# 馬倫 (愛達荷州)
馬倫（英語：Mullan）是一個位於美國愛達荷州肖肖尼縣的城市。

## 地理
馬倫的座標為47°28′10″N 115°47′53″W / 47.46944°N 115.79806°W，而該地的平均海拔高度為999米（即3278英尺）。

## 人口
根據2020年美國人口普查的數據，馬倫的面積為2.14平方千米，均為陸地。當地共有人口646人，而人口密度為每平方千米301.87人。